# Quernheim
Quernheim ist eine Gemeinde im Landkreis Diepholz in Niedersachsen. Sie gehört der Samtgemeinde Altes Amt Lemförde an, die ihren Verwaltungssitz in dem Flecken Lemförde hat.

## Geografie
Quernheim liegt im Naturpark Dümmer unweit – 4,5 km südöstlich – des Dümmers zwischen Osnabrück und Bremen.

## Politik

### Gemeinderat
Der Gemeinderat Quernheims setzt sich aus 7 Mitgliedern einer Wählergemeinschaft zusammen.
(Stand: Kommunalwahl am 12. September 2021)

### Bürgermeister
Der ehrenamtliche Bürgermeister Nils Hoffschneider wurde im November 2021 in das Amt gewählt.
Bisherige Amtsinhaber
- bis 2014: Friedhelm Winkelmann (Wählergemeinschaft)
- 2014–2016: Matthias Wrampelmeier (Wählergemeinschaft)
- 2016–2016 Wilhelm Buck (Wählergemeinschaft)
- 2016–2021 Diethelm Schmidt (Wählergemeinschaft)
- seit 2021 Nils Hoffschneider

Gemeindedirektoren
- 2001–2014: Ewald Spreen (parteilos)
- 2014–2021: Rüdiger Scheibe (parteilos)
- seit 2021 Lars Mentrup (parteilos)

### Wappen, Flagge und Dienstsiegel
Der Rat der Gemeinde Quernheim hat am 28. November 2013 beschlossen, das nachstehend beschriebene Wappen zu führen. Dessen Entwurf stammt von Lothar Müller-Westphal.
Wappenbeschreibung
„Das Wappen zeigt in Rot einen silbernen Mühlstein, von einem schmalen goldenen Schrägbalken so durchsteckt, dass dessen unterer Teil den Mühlstein überdeckt.
 Anmerkung: Als -heraldisch nicht existente- Binnenzeichnung auf dem Mühlstein hellblaue Mehlfurchen.“
Wappenbedeutung
Im heutigen Sprachgebrauch würde Quernheim als „Mühlheim“ bezeichnet. Redendes Emblem hierfür ist der Mühlstein. Der Schrägbalken gewährleistet als Beizeichen die erforderliche Einmaligkeit, zugleich bilden Mühlstein und unterer Teil des Schrägbalkens die Grundform des Buchstabens Q als Initiale des Ortsnamens.
Gemeindefarben
„Die Farben der Gemeinde sind Rot – Silber – Gold.“
Dienstsiegel
Das Dienstsiegel enthält das Wappen und die Umschrift „Gemeinde Quernheim - Landkreis Diepholz“.

## Wirtschaft und Infrastruktur

### Verkehr
Quernheim liegt unmittelbar an der L 346 von Lemförde nach Rahden zwischen den Ortschaften Lemförde und Brockum.
Der Hauptsitz von BASF Polyurethanes befindet sich auf einem etwa 20 Hektar großen Betriebsgelände, das teils auf Lemförder und teils auf Quernheimer Gebiet liegt. Das Werk mit rund 1.500 Mitarbeitern ist einer der größten Produktionsstätten für Polyurethane in Europa. Bis 2010 hieß das Unternehmen Elastogran GmbH, woran noch heute die Elastogranstraße erinnert, die einen Teil der Hauptdurchgangsstraße durch Quernheim bildet.

## Kultur und Sehenswürdigkeiten

### Lichtspieltheater
Quernheim ist der kleinste Kino-Ort Deutschlands, in der 1952 eröffneten „Lichtburg“ gibt es zwei Kinos und seit 1997 ein Open-Air-Kino. Traditionell wird in jedem Jahr zu Karfreitag der Kultfilm „Blues Brothers“ gezeigt. Viele der Anhänger des Films erscheinen im typischen Blues-Brothers-Outfit.

### Bauwerke
In der Liste der Baudenkmale in Quernheim sind elf Baudenkmale aufgeführt, darunter
- das Kulturdenkmal Jüdischer Friedhof Quernheim. Er ist einer von acht gut erhaltenen jüdischen Friedhöfen im Landkreis Diepholz. Auf dem Friedhof an der Straße „Im Sande“ befinden sich 79 Grabsteine aus den Jahren 1732 bis 1934 für jüdische Verstorbene.

## Persönlichkeiten
- Richard Ey (1923–1990), Landwirt und Politiker, war von 1952 bis 1976 Bürgermeister der Gemeinde Quernheim

## Vereine und Institutionen
In Quernheim sind u. a. der Schützenverein Quernheim (Das traditionelle Schützenfest findet jährlich zweitägig an Himmelfahrt und dem folgenden Samstag statt),  Heimatverein Quernheim, die Freiwillige Feuerwehr, der Angelverein FND Quernheim und der Reitverein Quernheim ansässig.